# Блок безпартійних «Сонце»
Бло́к безпарті́йних «Со́нце» — політичний блок, створений для участі у парламентських виборах 2006 року та місцевих виборів 2006 року. До блоку увійшли Всеукраїнське політичне об’єднання «Єдина Родина» та Партія «Жінки України». 
У програмі блоку заявлялося про найвище значення моральних і релігійних тем, а економічні та зовнішньополітичні питання проголошувалися другорядними. 
Виборчий список блоку в бюлетені мав номер 25. Список складався зі 128 осіб. Попри свою назву, до виборчого списку блоку входили не тільки безпартійні, але також і члени партії «Жінки України». У першу трійку списку ввійшли Олександр Ржавський, Ростислав Крижановський (ректор Християнського гуманітарно-економічного відкритого університету), Аліна Комарова. Під номером 65 балотувалася суддя господарського суду Донецької області Л.Д. Подколзіна.
Блок майже не вів агітації, не виставляв кандидатів на місцевих виборах.
За результатами голосування блок набрав 12,6 тисяч голосів виборців (0,04%) і до Верховної Ради не потрапив.